# Domini de Lipschitz
En matemàtiques, un domini de Lipschitz (o domini amb frontera de Lipschitz) és un domini en l'espai euclidià la frontera del qual és "suficientment regular" en el sentit que es pot considerar como la gràfica d'una funció contínua de Lipschitz. El terme du el nom del matemàtic alemany Rudolf Lipschitz.

## Definició
Sigui n ∈ N, i pregui's Ω com un subconjunt obert i fitat de Rn. Denoti's ∂Ω la frontera d'Ω. Llavors es diu que Ω té una frontera de Lipschitz, i rep el nom de domini de Lipschitz, si, per cada punt p ∈ ∂Ω, existeix un radi r > 0 i un mapeig
hp: Br(p) → Q tal que
- hp és una bijecció;
- hp i hp−1 són ambdues funcions contínues de Lipschitz;
- hp(∂Ω ∩ Br(p)) = Q0;
- hp(Ω ∩ Br(p)) = Q+;

on
{\displaystyle B_{r}(p):=\{x\in \mathbb {R} ^{n}|\|x-p\|<r\}}
denota la bola oberta de dimensió n de radi r al voltant de p, Q denota la bola unitària B1(0), i 
{\displaystyle Q_{0}:=\{(x_{1},\dots ,x_{n})\in Q|x_{n}=0\};}
{\displaystyle Q_{+}:=\{(x_{1},\dots ,x_{n})\in Q|x_{n}>0\}.}

## Aplicacions dels dominis de Lipschitz
Moltes de les desigulatats de Sobòlev requereixen que el domini d'estudi sigui un domini de Lipschitz. En consqüència, moltes equacions diferencials parcials i problemes variacionals són definits en un domini de Lipschitz.